# シサク
シサク （Sisak、ドイツ語: Sissek, ハンガリー語: Sziszek, 
イタリア語: Siscia）は、クロアチア中央部の都市。シサク＝モスラヴィナ郡の行政中心地。クパ川、サヴァ川、オドラ川の合流地点に位置し、首都ザグレブの南東57kmにある。

## 地理
シサクは通常、標高99mほどのポサヴィナ（サヴァ川盆地）が始まる場所とみなされている。シサクにはクロアチア最大級の川港があり、川船の造船中心地である（Dunavski Lloyd）。シサクには主要道ザグレブ＝シサク＝ペトリニャ（M12.2）と、鉄道のザグレブ＝シサク＝スニャ線が通る。　

## 歴史

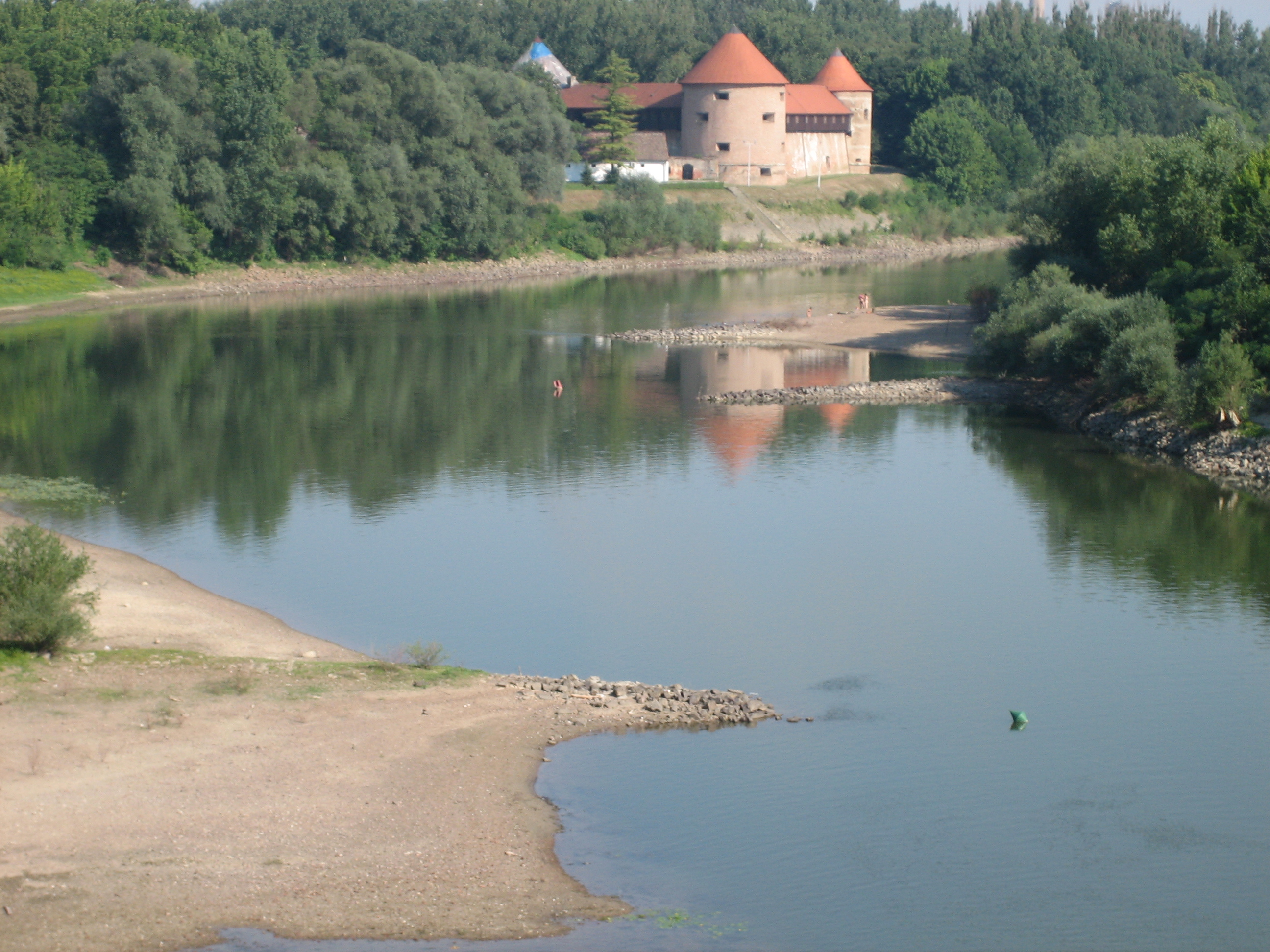
クパ川と、シサク要塞

3つの川の合流地点であるという非常に好ましい土地条件から、シサクはクロアチア史の重要な都市となり、およそ2500年の歴史を持つ。ローマ帝国時代、シサクはシスキア（Siscia）として知られ、キリスト教殉教者聖クイリヌスは拷問を受けディオクレティアヌス帝の迫害時代に殺害されたとされる。言い伝えでは、ローマ帝国有力者は聖クイリヌスに重しをくくりつけ、彼を川へ投じた。しかし、彼から重しがはずれて、迫害から逃れ伝道を続けたという。現在、クイリヌスはシサクの守護聖人である。
16世紀につくられた、旧市街にある三角形の要塞施設は保存状態が良く、博物館へ転用された。要塞は、シサクの戦いで知られる1593年のクロアチアとカルニオラ（スロベニアの地方名）の連合軍がオスマン帝国に勝利をおさめたことで有名である。ヨーロッパにおいて、当時不敗とされていたオスマン軍が顕著な最初の敗退を喫した出来事であった。クロアチア人バン、エルデーディ・タマーシュ（Toma Bakač Erdedi、トマ・バカチュ・エルデディ）はこの戦いにおいて防衛軍を率い、ヨーロッパ中に名を広めた。

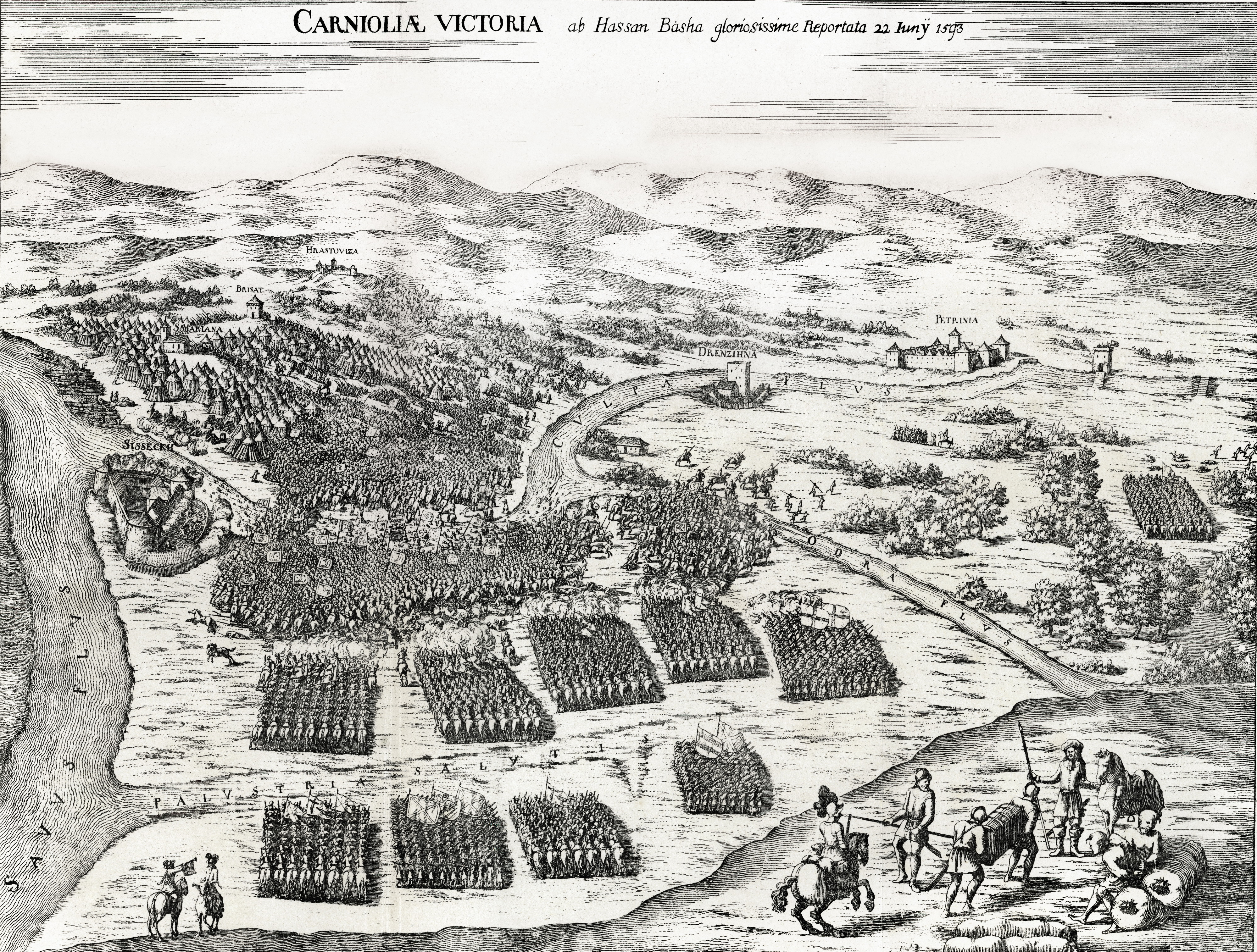
1593年のシサクの戦いを描いた17世紀のエングレーヴィング

マリ・カプトル宮殿はバロック様式、ヴェリキ・カプトルは古典主義、クパ川に架かるスタリ・モスト（『古い橋』）、そして民族学博物館は頻繁に観光客が訪れる場所である。
第二次世界大戦中、シサクはシサク児童強制収容所（ウスタシャが設置した、広大なヤセノヴァツ強制収容所の一部）があり、セルビア人、ロマ人、ユダヤ人が殺された。そのほとんどが子供であった。

## 統計
2001年の調査では、シサクは52,236人の人口があった。
43,402人（83.09%）がクロアチア人、3,897人（7.46%）がセルビア人、795人（1.52%）がボシュニャク人、436人（0.83%）がロマ人、149人（0.29%）がアルバニア人、40人（0.08%）がモンテネグロ人であった。
宗教人口は、カトリック教会が41,204人、3,801人が正教会信徒、2,537人がムスリムであった。

## 経済・その他
市の主産業は、農業、金属工学、化学、製革、織物、食品加工、建設資材、石油精製、そして火力発電である。シサクには、クロアチア最大の金属工学工場と、クロアチア最大の石油精製所がある。
シサクは豊富な鉱泉に恵まれており、摂氏42℃から54℃の温泉につかることができる。夏期には多くのカフェが並ぶクパ川沿いに人気が集まる。

## 姉妹都市
- ガブロヴォ, ブルガリア
- ハイデンハイム・アン・デア・ブレンツ, ドイツ
- レムヒンゲン,ドイツ
- ソンバトヘイ, ハンガリー
- レスノ, ポーランド
- イフラヴァ, チェコ

## 出身者
- ヴラディミル・ラクサ - 軍人

## 参照
- http://www.dzs.hr/default_e.htm

座標: 北緯45度28分 東経16度23分 / 北緯45.467度 東経16.383度